# جيمس هنري (شاعر)
جيمس هنري (بالإنجليزية: James Henry)‏ هو عالم لغوي كلاسيكي ومؤلف وطبيب وشاعر أيرلندي، ولد في 13 ديسمبر 1798 في دبلن في جمهورية أيرلندا، وتوفي بنفس المكان في 14 يوليو 1876.